# Bigorno
Pour les articles homonymes, voir Bigorno (homonymie).
Bigorno est une commune française située dans la circonscription départementale de la Haute-Corse et le territoire de la collectivité de Corse. Le village appartient à la piève de Costiera.

## Géographie

### Situation
Bigorno est une commune de la basse vallée du Golo (rive gauche), l'une des treize communes du canton d'Alto-di-Casacconi, dans l'ancienne piève de Bigorno, au cœur de la Bagnaja (région de Bastia).

### Géologie et relief

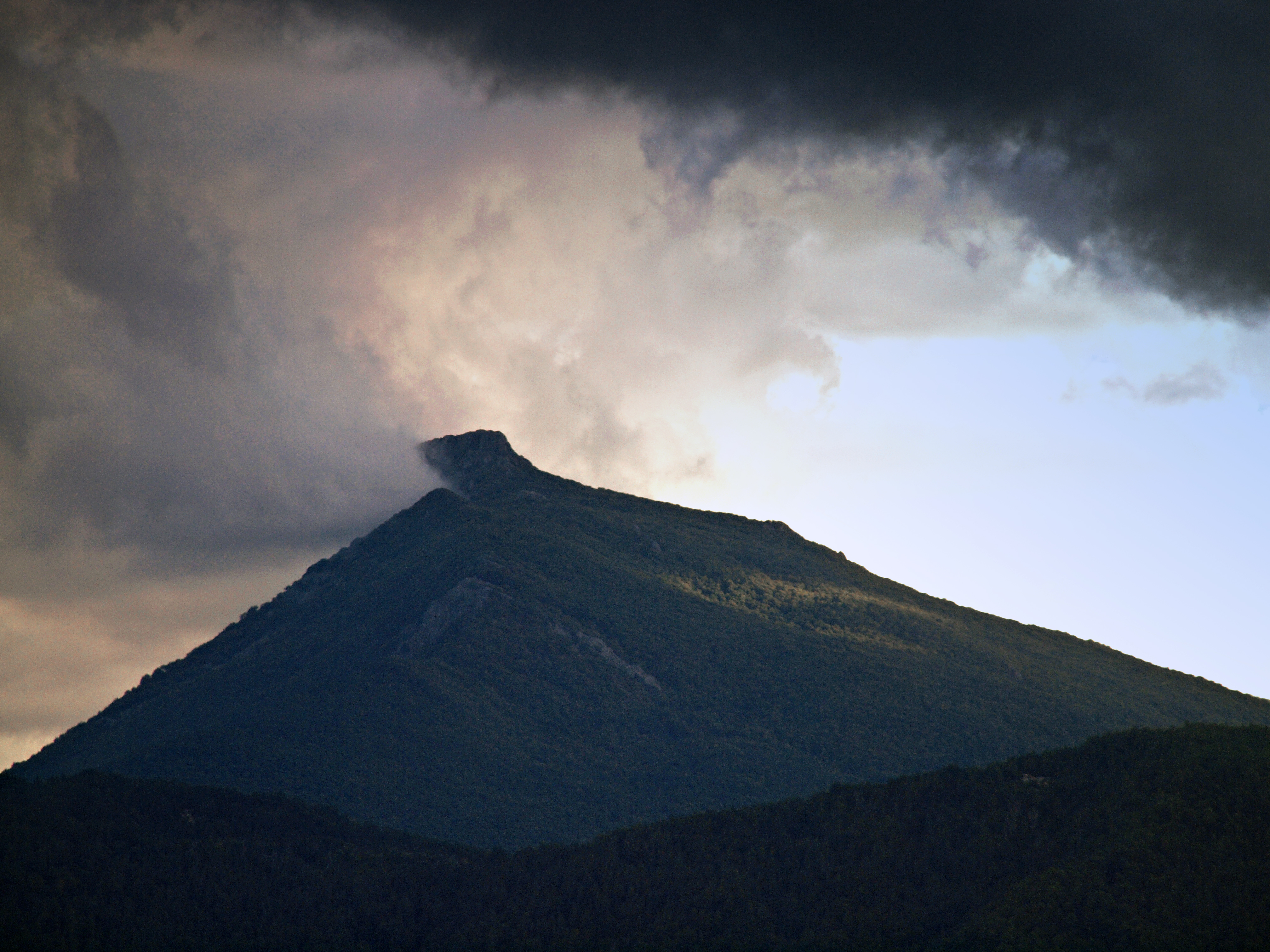
Vue du San Petrone depuis le col de Bigorno.

Bigorno fait partie de l'En-Deçà-des-Monts (Cismonte en langue corse), dans la « Corse schisteuse » au nord-est de l'île (par opposition à l'Au-Delà-des-Monts et à la « Corse granitique » au sud et à l'ouest). La commune se trouve dans le prolongement de l'arête schisteuse du Cap Corse qui se poursuit avec le massif du San Petrone et se termine au sud de la Castagniccia.

Son sol est fait :
- d'ophiolites, qui sont en certains endroits des roches volcaniques très résistantes, laves basiques au secondaire nommées pillows-lavas souvent déformées et transformées par le métamorphisme alpin en prasinites de teinte verte due à la présence d'épidote, et dans d'autres, des roches magmatiques  nommées péridotites le plus souvent transformées en serpentinites, teintées en vert par l'olivine ;
- de schistes lustrés édifiés au tertiaire, roches qui s'altèrent facilement et sont souvent la cause de glissements de terrain. Soumise à de fortes précipitations fréquentes au printemps et en automne, la commune a connu des inondations et des coulées de boue, les plus récentes s'étant produites les 27 et 28 novembre 2008 et le 29 mai 2007.

Son territoire s'étend des crêtes dominant la vallée jusqu'au fleuve Golo, en une bande étroite en forme d'entenoir se terminant au lieu-dit Campo Longo, représentée au nord par le vallon du ruisseau de Pietra Pinzuta, puis celui du ruisseau de Sanguinelli, petit affluent du Golo. Sous le col, nait le ruisseau de Stretta qui alimente le ruisseau de Sanguinelli.
Le plus haut sommet est à l'altitude de 1 106 m, proche du mont Pietrapolo (1 104 m) situé à l'extrême nord de la commune. Sur les hauteurs, entre la crete di e lime et Novale Piane, la route D 5 franchit le col de Bigorno à 885 mètres d'altitude pour rejoindre le Nebbio par Murato. Au-dessus du village qui est construit à une altitude moyenne de 675 m, l'environnement montagneux de serpentine, une roche verte, présente une rare et basse végétation.
Par beau temps, la vue est exceptionnelle sur le golfe de Saint-Florent et sur partie de la Castagniccia notamment sur le Monte San Petrone, par-delà la vallée du Golo.

### Hydrographie
Le Golo est le principal cours d'eau de Bigorno dont il longe les limites méridionales sur environ 650 m. Sur ce parcours, il reçoit les eaux de son affluent (rg) le ruisseau de Sanguinelli lui-même alimenté par des torrents tels les ruisseaux de Sretta et de Pietra Pinzuta.

### Climat et végétation
Le village se situe à une altitude moyenne de 650 m, soit à l'étage intermédiaire entre ligne de crête et lit du Golo, à l'adret de sa basse vallée.
En dessous du village les flancs de la montagne sont couverts d'un épais et haut maquis composé essentiellement d'arbousiers et de bruyères et de chênes verts. Les hauteurs de la commune qui comportent le col de Bigorno, sont balayées par les forts vents d'ouest et du nord-ouest. Elles présentent des roches schisteuses nues. La rare végétation montre bien la rudesse du climat.
Aux alentours du col, pousse l'arba barona (thymus herba-barona), le thym de Corse ras, haut de 15 cm maximum, au parfum citronné.

### Voies de communication et transports

#### Accès routiers

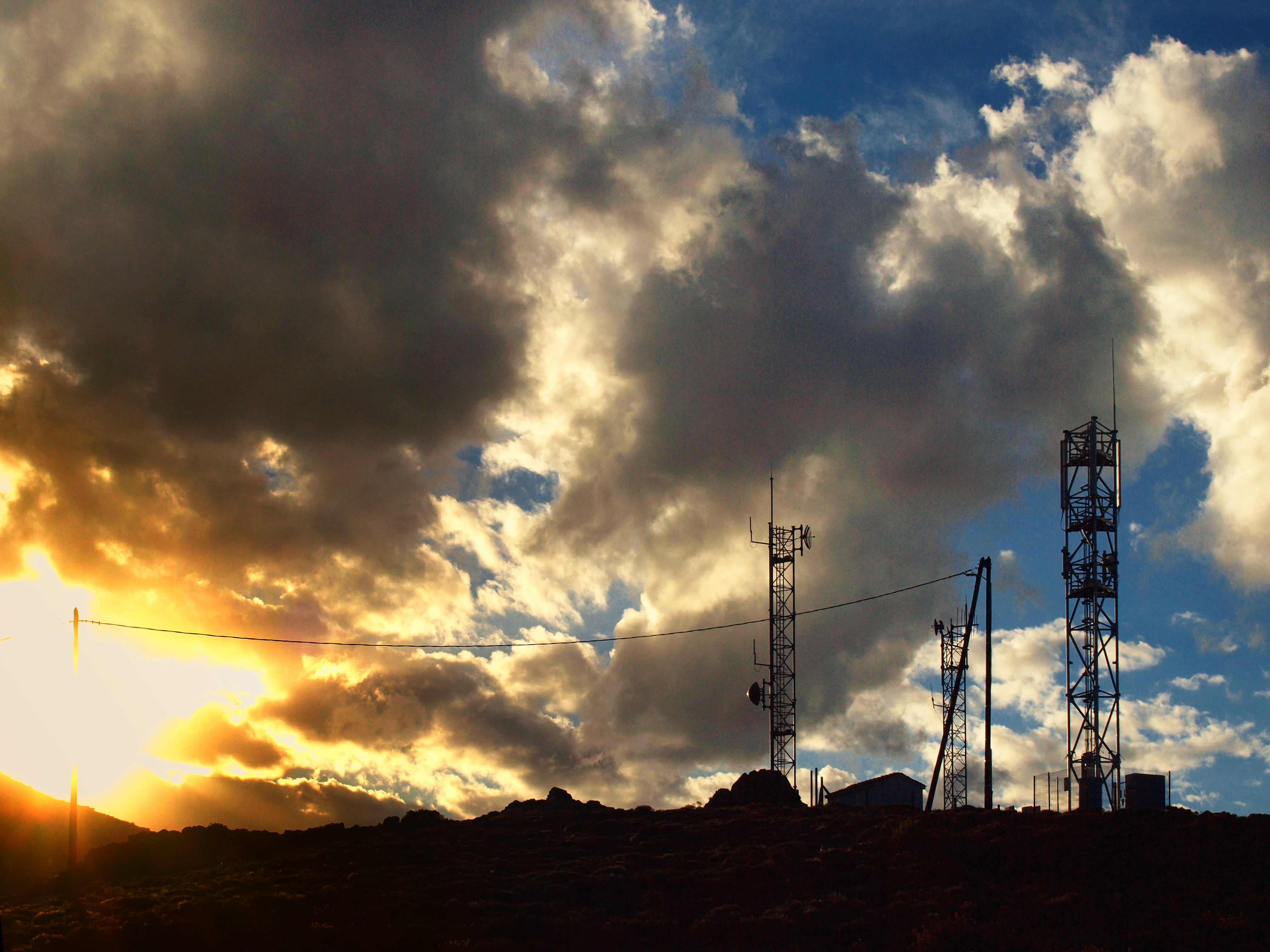
Col de Bigorno.

Bigorno est un passage stratégique entre le Nebbio et la vallée du Golo. Plusieurs routes permettent d'y accéder :
- dans le sens nord-sud, la D5 qui relie Murato à Ponte Nuovu (Castello-di-Rostino) passe au col de Bigorno (885 m), traverse Bigorno et le village de Lento. Longtemps la D5 était restée à l'état de piste carrossable entre le col et le village.
- de l'est, la D7 venant de Volpajola et Campitello, s'arrête à sa jonction avec la D5 à Bigorno ;
- de l'ouest, la D105 depuis sa jonction avec la Route territoriale 30 (ex-RN 197) au lieu-dit Ponte Rossu (Canavaggia). Cette route sinueuse passe par Canavaggia et Lento pour rejoindre la D5.

#### Transports
Hormis le ramassage scolaire, il n'existe aucun moyen de transports en commun sur la commune.
Le village est distant de 44 km de Bastia, la métropole régionale. La gare des Chemins de fer de la Corse la plus proche est celle de Barchetta à 14 km. L'aéroport le plus proche est celui de Bastia, distant de 27 km. Le port de commerce de Bastia se trouve à 45 km.

## Urbanisme

### Typologie
Au 1er janvier 2024, Bigorno est catégorisée commune rurale à habitat très dispersé, selon la nouvelle grille communale de densité à sept niveaux définie par l'Insee en 2022.
Elle est située hors unité urbaine. Par ailleurs la commune fait partie de l'aire d'attraction de Bastia, dont elle est une commune de la couronne,. Cette aire, qui regroupe 93 communes, est catégorisée dans les aires de 50 000 à moins de 200 000 habitants,.

### Occupation des sols
L'occupation des sols de la commune, telle qu'elle ressort de la base de données européenne d’occupation biophysique des sols Corine Land Cover (CLC), est marquée par l'importance des forêts et milieux semi-naturels (100 % en 2018), une proportion identique à celle de 1990 (100 %). La répartition détaillée en 2018 est la suivante : 
milieux à végétation arbustive et/ou herbacée (47,2 %), forêts (33,5 %), espaces ouverts, sans ou avec peu de végétation (19,3 %). L'évolution de l’occupation des sols de la commune et de ses infrastructures peut être observée sur les différentes représentations cartographiques du territoire : la carte de Cassini (XVIIIe siècle), la carte d'état-major (1820-1866) et les cartes ou photos aériennes de l'IGN pour la période actuelle (1950 à aujourd'hui).

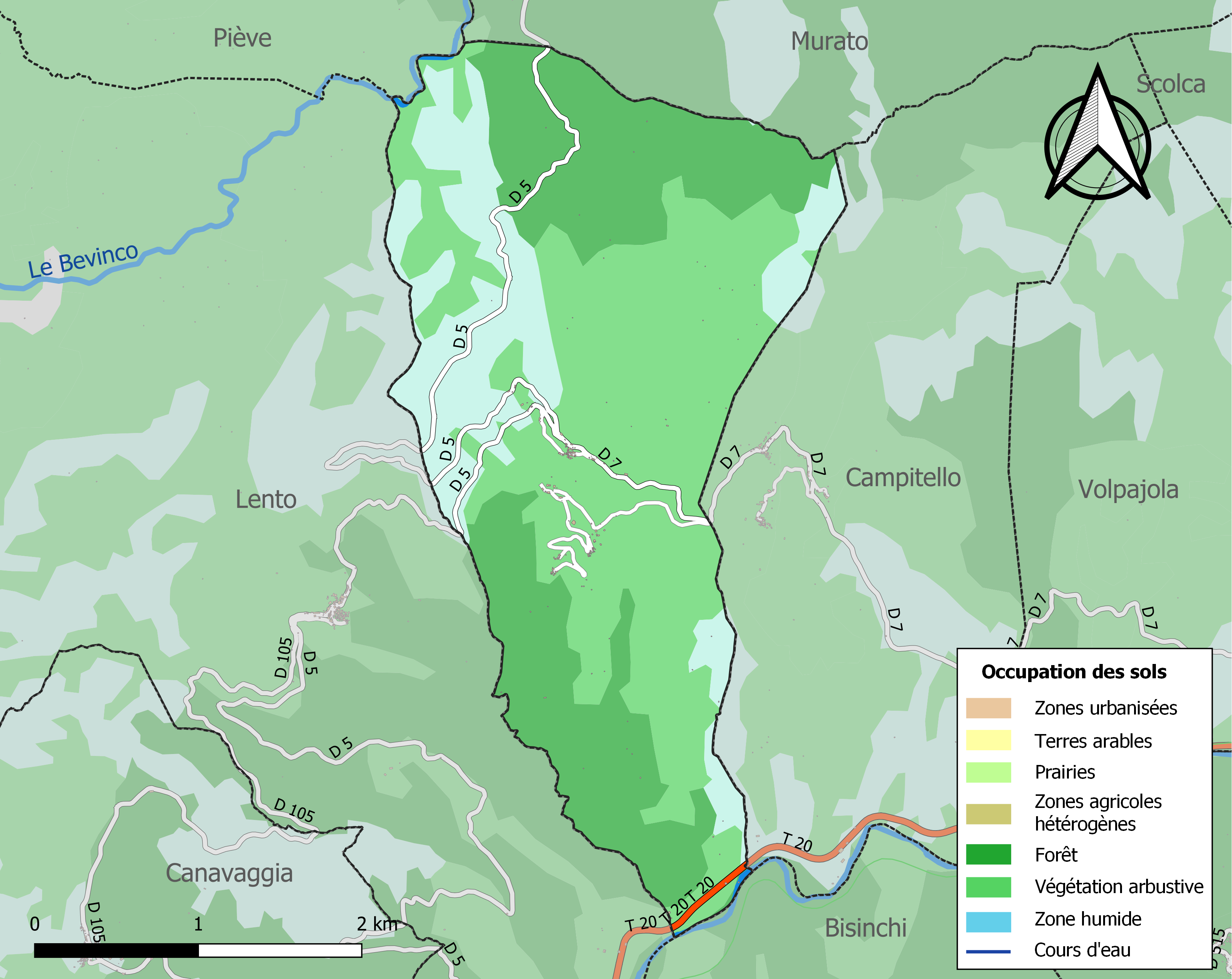
Carte des infrastructures et de l'occupation des sols de la commune en 2018 (CLC).

## Urbanisation
L'austère décor montagneux de Bigorno abrite quatre hameaux qui sont, du plus haut au plus bas, Teghia (675 m), Sammarcello, Roja et Ficajola (457 m).
Le bâti est composite. On trouve des maisons en schiste, moellons et enduits, avec toits de lauze, des constructions rénovées et d'autres plus récentes, construites en parpaing.
Trois pylônes de transmission (relais de radiophonie, de téléphone et autres) sont installés à l'ouest du col de Bigorno.

## Toponymie
Le nom corse de la commune est Bigornu /biˈornu/.

## Histoire

### Moyen Âge
La piève de Bigorno était sous la domination des seigneurs Amondaschi, descendants d'Amondo Nasica, prince romain qui, selon la légende, partit en 771 reconquérir la Corse en compagnie du comte Ugo Colonna et de Guido Savelli. Mais au XIIIe siècle (?), une famille de la piève de Bigorno était en grande réputation ; ses membres se fortifièrent à Lento, et se faisant gentilshommes, ils substituèrent dans cette piève leur autorité à celle des Amondaschi.

#### Castello de Montechiaro
Sur le versant nord de la vallée du Golo, en face du château de Rostino, une fortification "marquisale" ou pisane, s'élève la tour de Montechiaro, mentionnée pour la première fois en 1247 et appartenant à un petit lignage portant le même nom que la fortification. Ce château appartenait probablement à une famille aristocratique locale, représentée par un seul personnage, Uberto.
Du fait de sa position, la fortification peut exercer un contrôle visuel sur les hameaux des villages actuels de Lento, Bigorno et Campitello, mais aussi sur toute la zone de Locchia, c'est-à-dire la partie la plus occidentale de la piève de Bigorno qui constitue aussi la limite ouest de la seigneurie des Bagnaia en 1247. Il faut souligner également la présence à proximité du site de chemins importants, l'un traversant la piève d'est en ouest, l'autre reliant les hameaux de Bigorno et le Nebbio par le col de Vadellaia (altitude 1 028 m) et passant par la chapelle romane Sant' Agostino de Locchia (seconde moitié XIIe siècle environ), située à 600 m au sud-ouest du château.

 
La tour est érigée sur un éperon rocheux tabulaire d'environ 80 m de longueur et 40 m de largeur, qui culmine à 907 m d'altitude. L'éperon est coupé par des fossés de petites dimensions, mais suffisants pour assurer une défense efficace du site. 

« Le versant ouest est constitué de falaises infranchissables de plusieurs dizaines de mètres de hauteur. Les versants est et sud moins abrupts présentent néanmoins de très fortes pentes et des reliefs accidentés qui rendent les déplacements presque impossibles. L'extrémité nord de l'éperon, accessible sans grandes difficultés, est protégée par un fossé au profil fortement évasé, large d'environ cinq mètres et creusé dans la roche. La tour occupe l'extrémité nord de l'éperon ceinturé d'un rempart présentant au moins trois phases de construction. La plus ancienne, visible seulement sur une petite portion du mur oriental, est constituée de gros blocs irréguliers assemblés sans liants et pourrait dater de l'époque préhistorique. Les murs plus récents sont construits en petits fragments de schiste liés à la chaux. À l'opposé de la tour, et donc à l'autre extrémité du site, se trouve la petite chapelle Santa Catalina, de style roman à une seule nef rectangulaire terminée à l'est par une abside semi-circulaire. L'état de conservation de cet édifice et de la tour ne permet pas de réaliser une étude architecturale fine et fiable. Il est simplement permis de constater que les constructeurs ont utilisé des pierres taillées à la broche et au ciseau droit, mais aussi, au moins dans les murs de la tour, des blocs de schiste non retouché après leur extraction des bancs géologiques locaux relativement régulier. Autant d'éléments qui incitent à rapprocher chronologiquement cette fortification et celle de Rostino. »

— Daniel Istria, Pouvoirs et fortifications dans le nord de la Corse XIe siècle au XIVe siècle - p. 189

### Temps modernes

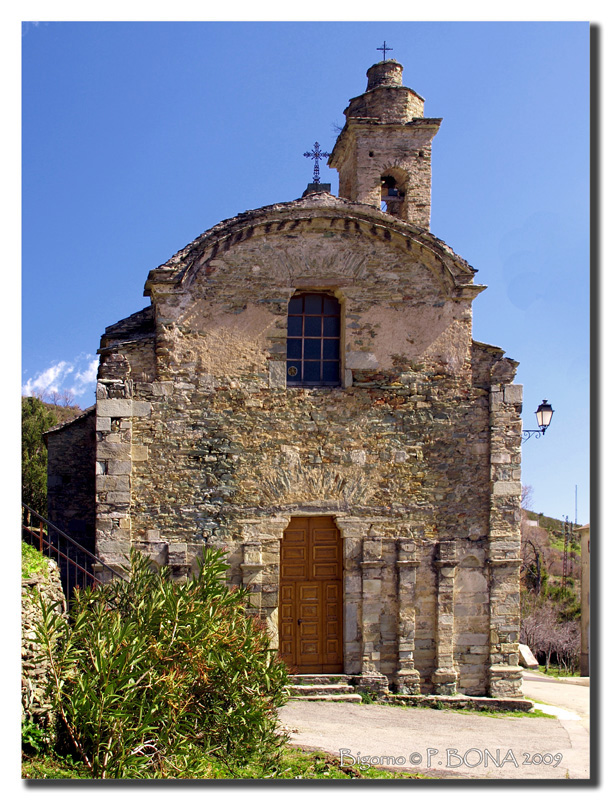
Santa-Maria Assunta (XVIIIe siècle).

Au début du XVIe siècle, la piève de Bigorno avait pour lieux habités : Lento, lo Pogio, la Ficagiola, San Marcello, le Tegie, Campitello, lo Panicale, lo Bagnolo, la Volpajola, lo Carcheto, l’Erbagio, la Scolca.

« La piève de Bigorno a douze villages ; l'un des plus connus est Lento, avec son église dédiée à sainte Marie, qui est, à proprement parler, l'église titulaire de la piève plutôt que toute autre église. Cette piève a de nombreux cours d'eau qui tous vont se jeter dans le Golo ; elle produit des céréales d'excellente qualité, du bétail, de la cire et une certaine quantité de châtaignes. »

— Mgr Agostino Giustiniani in Dialogo nominato Corsica, traduction de l'abbé Letteron - Histoire de Corse tome I p. 50
En 1556, Giordano Orsino, le successeur du maréchal de Thermes dans l'entreprise de l'expédition de Corse, passa à Saint-Florent où il établit le siège d'un juge, qui fut Venulo Morico, de Fermo, et qui devait rendre la justice au Nebbio, aux pièves de Bigorno, de Mariana et d'Orto et à tout le Cap-Corse.
Le col de Bigorno est l'un des importants passages militaires stratégiques ceinturant le Nebbio, la force défensive de l'île. Depuis les Romains puis les Génois et jusqu'à l'expédition en 1553 des armées françaises du général De Thermes lequel avait sous ses ordres des officiers corses dont le colonel général du régiment royal corse Sampiero d'Ornano dit Sampiero Corso, toutes les troupes d'invasions, étrangères et/ou alliées, débarquées à Saint-Florent sont passées par le col de Teghime pour se rendre à Bastia, par le col de Bocca di Tenda, celui-ci séparant Sorio dans le Nebbio de Pietralba dans la vallée de l'Ostriconi, et par les hauteurs de Lento (col de Bigorno et Bocca a croce).
Début juin 1739, Louis XV, roi de France, vient au secours de Gênes. Le marquis De Maillebois avec le colonel D'Auray défait les patriotes corses à Bigorno, Tenda et Lento. "- à midi, Maillebois sort de Bastia et va s'installer dans la Costiera où, après Tenda et Bigorno, Lento, tenu par Ghj. Paoli, capitule (3 juin). Paoli déclare accepter la protection du Roi mais refuse de se rendre auprès de Maillebois.".
Le général Charles François Dumouriez, envoyé participer à l'occupation de la Corse dira : Qui est maître de ce poste peut prendre l'île en deux heures.
Le 15 mai 1768, par le traité de Versailles la Corse est définitivement rattachée au patrimoine personnel du roi de France, cédée par les Génois las de cinq siècles de lutte stérile.
Durant les guerres d'indépendance en 1769, comme prévu dans le dispositif du lieutenant-général Noël Jourda de Vaux missionné par Choiseul pour en finir rapidement avec la rébellion et soumettre la nation corse à l'obéissance, les troupes françaises ont franchi le col de Bigorno pour venir encercler et battre les troupes paolines à Ponte-Novo le 8 mai 1769. Ce jour-là, deux colonnes sorties de Bigorno et de Canavaggia, avaient sous leur feu plongeant, pris à revers les Corses de Paoli qui n'avait pas suffisamment protégé ses flancs. Le 5 mai 1769 à l'aube, M. De Vaux assisté du lieutenant-général de Bourcet, commande l'offensive générale des troupes françaises : "le maréchal de camp d'Arcambal s'avance sur Piève ; le lieutenant-général marquis de Boufflers bouscule les Nationaux entre Rapale et Vallecalle ; le chevalier de Viomesnil enlève Bigorno". Le 6 mai 1769, la piève de Bigorno se soumet aux Français. Le 7 mai 1769 le général comte De Vaux établit son QG à Lento. Il en repartira le 16 mai au matin.
La France « put aux termes d'une campagne victorieuse, rattacher définitivement ce morceau de France qu'une convulsion géologique avait séparé des Maures et de l'Estérel ».
Avec la Révolution de 1789, la piève de Bigorno devient en 1790 le canton de Bigorno. Bigorno fait partie du district de Bastia. En 1793, la Convention divise l'île en deux départements : Golo dont fait partie Bigorno, et Liamone. Ceux-ci seront réunis en 1804 par Napoléon Ier qui rétablit le département de Corse. Le canton de Bigorno devient le canton de Costera.

### Époque contemporaine

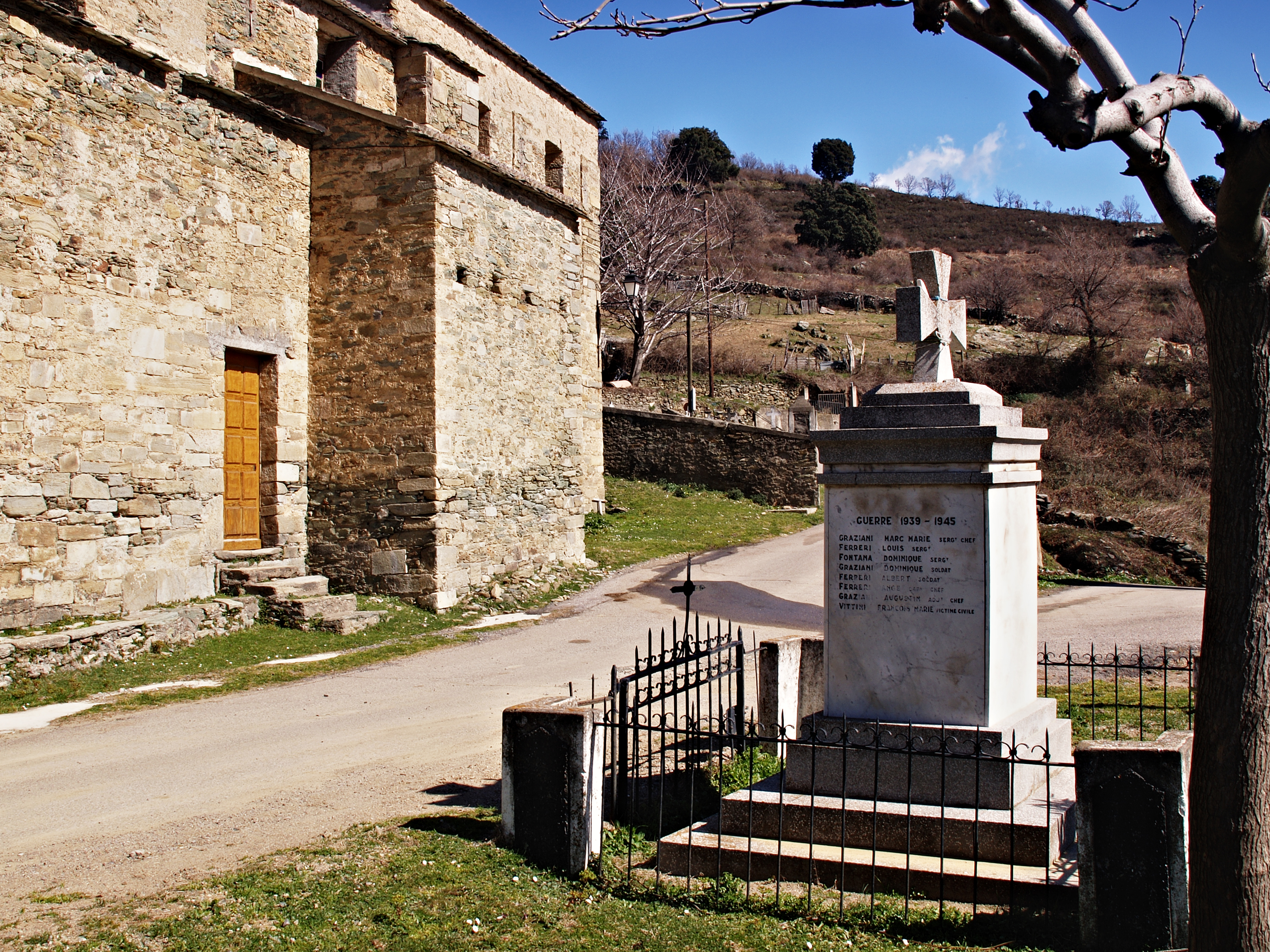
Monument aux morts.

La petite commune de Bigorno a payé un lourd tribut durant les deux dernières Guerres mondiales (15 morts en 1914-1918 et 8 en 1939-1945).
En 1954, Bigorno faisait partie du canton de Campitello qui était alors composé avec les communes de Bigorno, Campitello, Canavaggia, Lento, Scolca et Volpajola.
En 1971 - 1973 de nouveaux cantons sont créés. Celui d'Alto-di-Casacconi est créé avec la fusion imposée des anciens cantons de Campile et Campitellu. La commune de Bigorno fait aujourd'hui partie du canton d'Alto-di-Casacconi.
Le 1er janvier 2010, Bigorno passe de l'arrondissement de Bastia à l'arrondissement de Corte.

## Politique et administration

### Tendances politiques et résultats
Au niveau national, Bigorno est un village ancré à gauche. Lors de l'élection présidentielle 2012, François Hollande arrive largement en tête (70,89 % des votes au premier tour puis 91,03 % au second) devant Nicolas Sarkozy (8,86 % puis 8,97 %).
A l’issue du premier tour de l'élection présidentielle 2017, Bigorno est la commune où Emmanuel Macron réalise son meilleur score. Le candidat du mouvement En marche ! est arrivé en première position avec 77,11 % des voix. Il devance Jean-Luc Mélenchon de La France insoumise qui obtient un résultat de 7,23 %

### Liste des maires
| Période                                  | Période  | Identité            | Étiquette | Qualité                           |
| ---------------------------------------- | -------- | ------------------- | --------- | --------------------------------- |
| avant 1981                               | ?        | René Graziani       |           |                                   |
| 2016                                     | En cours | Christophe Graziani | LREM      | Adjoint administratif territorial |
| Les données manquantes sont à compléter. |          |                     |           |                                   |

## Population et société

### Démographie
L'évolution du nombre d'habitants est connue à travers les recensements de la population effectués dans la commune depuis 1800. Pour les communes de moins de 10 000 habitants, une enquête de recensement portant sur toute la population est réalisée tous les cinq ans, les populations de référence des années intermédiaires étant quant à elles estimées par interpolation ou extrapolation. Pour la commune, le premier recensement exhaustif entrant dans le cadre du nouveau dispositif a été réalisé en 2007.

En 2022, la commune comptait 94 habitants, en évolution de +8,05 % par rapport à 2016 (Haute-Corse : +5,15 %, France hors Mayotte : +2,11 %).
| 1800 | 1806 | 1821 | 1831 | 1836 | 1841 | 1846 | 1851 | 1856 |
| ---- | ---- | ---- | ---- | ---- | ---- | ---- | ---- | ---- |
| 162  | 191  | 297  | 239  | 262  | 276  | 268  | 256  | 256  |

| 1861 | 1866 | 1872 | 1876 | 1881 | 1886 | 1891 | 1896 | 1901 |
| ---- | ---- | ---- | ---- | ---- | ---- | ---- | ---- | ---- |
| 294  | 308  | 307  | 312  | 321  | 337  | 327  | 331  | 307  |

| 1906 | 1911 | 1921 | 1926 | 1931 | 1936 | 1946 | 1954 | 1962 |
| ---- | ---- | ---- | ---- | ---- | ---- | ---- | ---- | ---- |
| 284  | 315  | 300  | 316  | 242  | 221  | 223  | 176  | 137  |

| 1968 | 1975 | 1982 | 1990 | 1999 | 2006 | 2007 | 2012 | 2017 |
| ---- | ---- | ---- | ---- | ---- | ---- | ---- | ---- | ---- |
| 116  | 86   | 100  | 61   | 78   | 79   | 79   | 78   | 90   |

| 2022 | - | - | - | - | - | - | - | - |
| ---- | - | - | - | - | - | - | - | - |
| 94   | - | - | - | - | - | - | - | - |

### Manifestations culturelles et festivités

#### Fêtes et loisirs
- Le 15 août  est fêtée la Vierge Marie sainte patronne de Bigorno.

### Cultes
Le culte catholique est le seul pratiqué à Bigorno. L'église paroissiale (Santa Maria Assunta) relève du diocèse d'Ajaccio.

## Culture locale et patrimoine
La commune de Bigorno n'a aucun édifice classé ou inscrit aux Monuments historiques, ni à l'Inventaire général du patrimoine culturel.

### Lieux et monuments
- Monument aux morts sur la droite de l'église paroissiale

#### Église paroissialeSanta Maria Assunta
L'église paroissiale Santa Maria Assunta XVIIIe siècle et son clocher, est située près du cimetière à Sammarcello.

#### Chapelle Sant'Agostino  de Locchia
Cette ancienne chapelle ruinée, se situe à 650 m à l'est de Teghie, sur le sentier passant par le col de Valdelaia (1 208 m) pour se rendre autrefois dans le Nebbio. Dans son Dialogo nominato Corsica, Mgr Agostino Giustiniani la cite : « Cette montagne [la Serra di Tenda] sépare d'abord le Nebbio de Pietralba, et l'entoure presque complètement de l'est à l'ouest. Elle commence à l'église de S. Agostino de Locchia et finit près de Campocardeto, endroit limitrophe de l'Agriata. »

#### Autres patrimoines
- Ruines de chapelles romanes : Santo Stefano, San Marcello San Bastianu  et l'Annunziata à Sammarcello.
- Anciennes mines de Suartellu, à un kilomètre au sud du village.

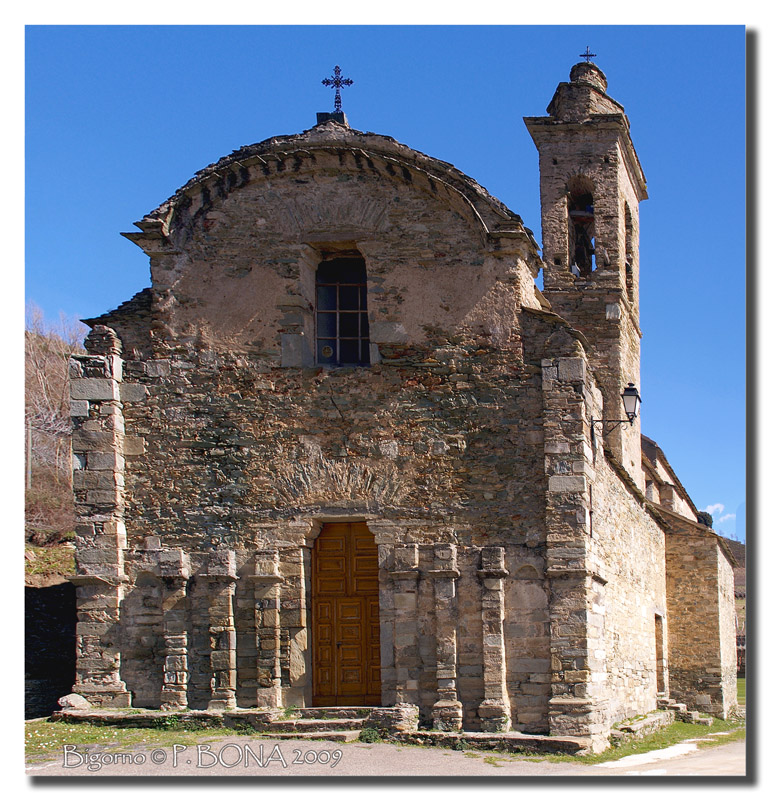
Église Santa-Maria Assunta.
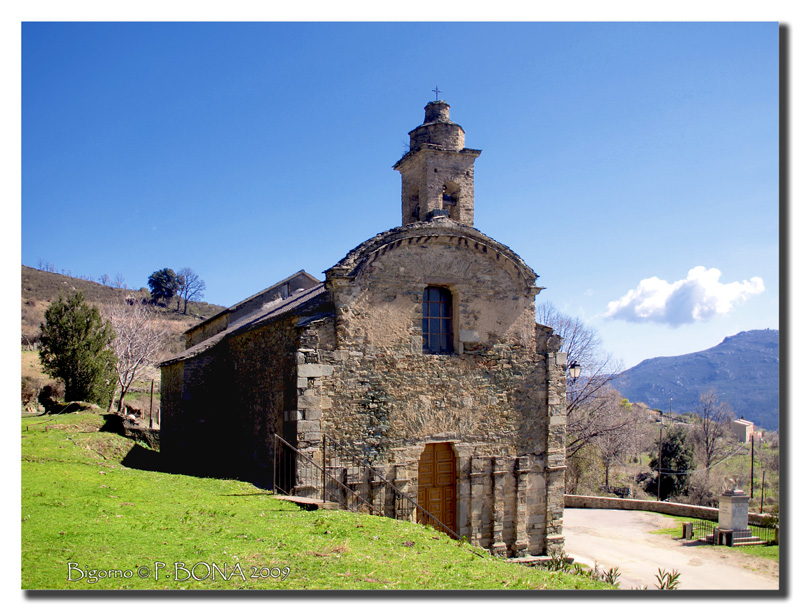
Église Santa-Maria Assunta.
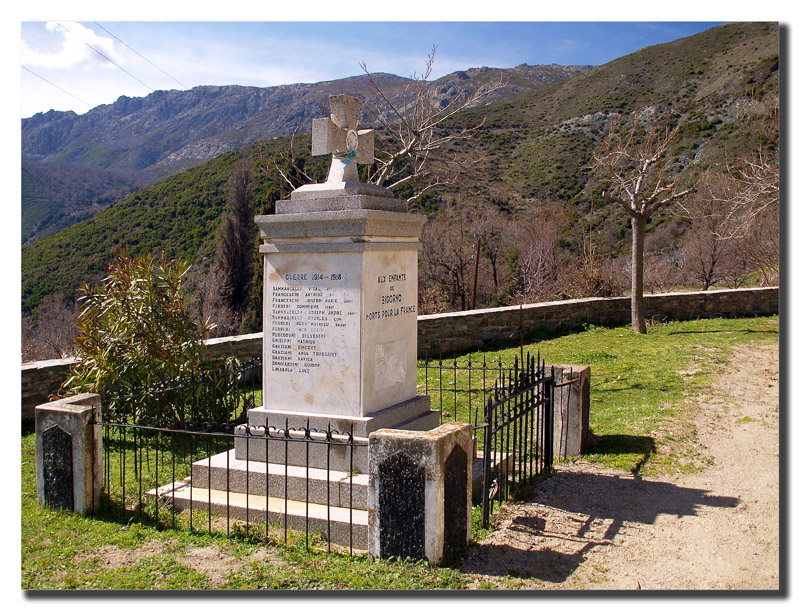
Monument aux morts.
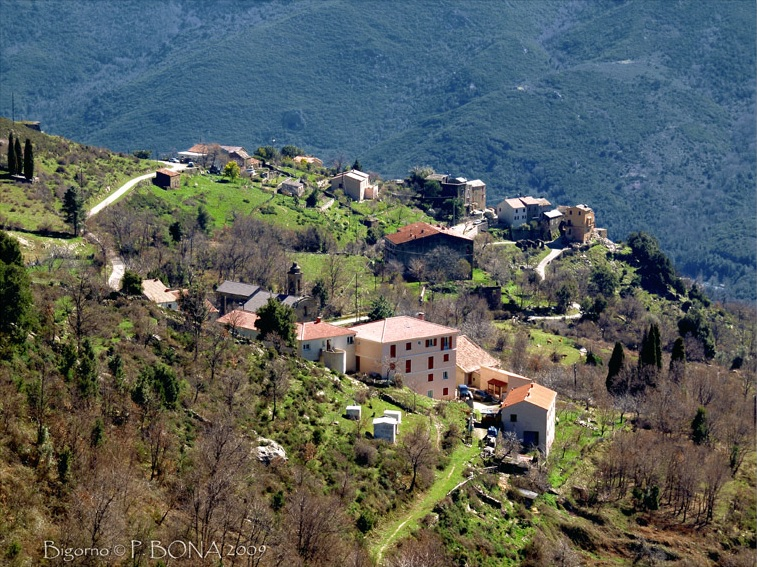
Sammarcello et a casanova.

### Patrimoine naturel

#### ZNIEFF
Bigorno est concernée par une zone naturelle d'intérêt écologique, faunistique et floristique de 2e génération :
Crêtes Mont Asto Mont St Angelo
Situé dans le nord de l'île, le massif du Tenda assure la transition entre la chaîne du Cap Corse et celle de San Petrone en Castagniccia. La zone concerne neuf communes. Les crêtes du Tenda apparaissent très dénudées avec une végétation arborescente pratiquement absente. Les causes sont principalement liées à la déforestation pour la mise en culture de terrasses. Celles-ci sont encore bien visibles.